# Japanagromyza displicata
Japanagromyza displicata är en tvåvingeart som beskrevs av Mitsuhiro Sasakawa 1963. Japanagromyza displicata ingår i släktet Japanagromyza och familjen minerarflugor. Inga underarter finns listade i Catalogue of Life.